# Further
Albums de The Chemical Brothers
We Are the Night
(2007) Don't Think
(2012)
Further est le septième album du groupe de musique électronique britannique The Chemical Brothers, sorti le 14 juin 2010.
La pochette, le titre et la date de sortie de l'album sont confirmées depuis le 30 avril 2010. La liste des titres de l'album et sa mise en pré commande sur l'iStore ont été quant à eux publiés le 7 mai 2010.
Deux singles sont déjà tirés de l'album. Le premier, Escape Velocity, est paru le 12 avril 2010. Sa longueur de presque 12 minutes, le plus long morceau jamais enregistré par le groupe, ne lui a cependant pas permis de rentrer dans les charts. Le second single, Swoon, paru le 9 mai 2010, est adapté dans une version de 3 minutes (contre 6 minutes pour la version originale), et arrive 10e sur l'UK Singles Chart la semaine de sa sortie. Une version deluxe de l'album sortira également avec un clip explicatif de l'enregistrement et de la composition pour chaque chanson.
Le titre Snow est utilisé dans la bande originale du film American Ultra.

## Liste des titres
| 1.      | Snow                                                    | 5:07  |
| 2.      | Escape Velocity                                         | 11:57 |
| 3.      | Another World                                           | 5:40  |
| 4.      | Dissolve                                                | 6:21  |
| 5.      | Horse Power                                             | 5:51  |
| 6.      | Swoon                                                   | 6:05  |
| 7.      | K+d+b                                                   | 5:39  |
| 8.      | Wonders Of The Deep                                     | 5:12  |
| 9.      | Don't Think (bonus iTunes)                              | 7:44  |
| 10.     | Pourquoi (bonus iTunes, uniquement pour les États-Unis) | 6:02  |
| 1:05:38 |                                                         |       |